# Sébastien Haller
Sébastien Romain Teddy Haller (Ris-Orangis, 22 de junho de 1994) é um futebolista marfinense nascido na França que atua como centroavante. Atualmente joga no Utrecht.

## Carreira

### Auxerre
Começou a sua carreira pelo FCO Vigneux, time da sua cidade natal, onde atuou entre 2003 e 2005. Sua segunda equipe foi o CS Brétigny, onde permaneceu por dois anos. Esse clube fez uma parceria com o Auxerre e Haller foi aprovado no teste em que fez. Foi promovido para o time principal do Auxerre na temporada 2012–13, estreando no dia 27 de julho de 2012, num jogo contra o Nîmes pela Ligue 2.[carece de fontes?] No total, atuou em 50 partidas e marcou 6 gols pelo clube de Auxerre.

### Utrecht
Pouco aproveitado no clube francês, em dezembro de 2014 foi emprestado ao Utrecht até o final da temporada. Recebeu elogios pelas suas atuações no clube holandês. No dia 7 de fevereiro de 2015, contra o PSV, pela Eredivisie, deu assistência para Yassine Ayoub marcar o gol que definiu a vitória. Já no dia 15 de fevereiro, marcou quatro gols na goleada de 6 a 1 contra o Dordrecht.

### West Ham
Foi anunciado como novo reforço do West Ham no dia 17 de julho de 2019. Por 50 milhões de euros, o jogador se tornou a contratação mais cara da história dos Hammers.

### Ajax
Foi contratado pelo Ajax por cerca de 20 milhões de libras no ínicio de 2021. Na Liga dos Campeões de 2021–22, foi o maior goleador na fase de grupos, com 11 gols em 6 jogos. Também se tornou o jogador que chegou mais rápido aos dez gols em uma edição da Champions League.

### Borussia Dortmund
Em junho de 2022, foi confirmado como reforço do Borussia Dortmund por um valor de 33 milhões de euros, em um contrato de quatro anos.
Pouco tempo após sua chegada, Haller foi diagnosticado com um tumor no testículo. O jogador havia passado por exames médicos depois de alegar mal-estar em treino de pré-temporada. Dias depois, o clube informou que o tumor era maligno e que o jogador seria submetido à quimioterapia.
Após seis meses afastado, Haller retornou aos gramados em um jogo amistoso contra o Düsseldorf. Estreou oficialmente no clube no dia 22 de janeiro de 2023, em partida contra o Augsburg, pela Bundesliga.
Marcou seu primeiro gol no dia 4 de fevereiro de 2023, em partida contra o Freiburg pelo campeonato alemão. Coincidentemente, nesse dia era celebrado o Dia Mundial de Combate ao Câncer.

### Leganés
Em agosto de 2024, Haller foi emprestado pelo clube alemão ao Leganés, da Espanha.[carece de fontes?]

### Retorno ao Utrecht
Em janeiro de 2025 foi anunciado como novo reforço do Utrecht, clube que fez o atacante despontar no cenário do futebol mundial.

## Seleção Nacional
Enquanto jovem, representou a Seleção Francesa nas categorias de base. Jogou o Mundial Sub-17 de 2011 no México, marcando um belo gol na partida contra a Argentina. Durante a competição, assinou um contrato de três anos com o Auxerre. Disputou também o Torneio de Toulon e o Europeu Sub-17 pela Seleção Francesa.[carece de fontes?]
Acabou ficando fora da convocação para o Mundial Sub-20 de 2013 sediado na Turquia, em que a França foi campeã.[carece de fontes?]
Em novembro de 2020, foi convocado pelo técnico Patrice Beaumelle para a Seleção Marfinense.

## Estatísticas
Atualizadas até 27 de maio de 2023.

### Clubes
| Equipe              | Temporada         | Campeonato nacional | Campeonato nacional | Copa nacional | Copa nacional | Competições continentais | Competições continentais | Total | Total |
| Equipe              | Temporada         | Jogos               | Gols                | Jogos         | Gols          | Jogos                    | Gols                     | Jogos | Gols  |
| ------------------- | ----------------- | ------------------- | ------------------- | ------------- | ------------- | ------------------------ | ------------------------ | ----- | ----- |
| Auxerre             | 2012–13           | 17                  | 2                   | 1             | 0             | –                        | –                        | 18    | 2     |
| Auxerre             | 2013–14           | 25                  | 4                   | 3             | 2             | –                        | –                        | 28    | 6     |
| Auxerre             | 2014–15           | 8                   | 0                   | 3             | 0             | –                        | –                        | 11    | 0     |
| Auxerre             | Total             | 50                  | 6                   | 7             | 2             | –                        | –                        | 57    | 8     |
| Utrecht             | 2014–15           | 17                  | 11                  | –             | –             | –                        | –                        | 17    | 11    |
| Utrecht             | 2015–16           | 37                  | 19                  | 5             | 5             | –                        | –                        | 42    | 24    |
| Utrecht             | 2016–17           | 36                  | 15                  | 3             | 1             | –                        | –                        | 39    | 16    |
| Utrecht             | Total             | 90                  | 45                  | 8             | 6             | –                        | –                        | 98    | 51    |
| Eintracht Frankfurt | 2017–18           | 31                  | 9                   | 5             | 4             | –                        | –                        | 36    | 13    |
| Eintracht Frankfurt | 2018–19           | 29                  | 15                  | 2             | 0             | 10                       | 5                        | 41    | 20    |
| Eintracht Frankfurt | Total             | 60                  | 24                  | 7             | 4             | 10                       | 5                        | 77    | 33    |
| West Ham            | 2019–20           | 32                  | 7                   | 3             | 0             | –                        | –                        | 35    | 7     |
| West Ham            | 2020–21           | 16                  | 3                   | 3             | 4             | 0                        | 0                        | 19    | 7     |
| West Ham            | Total             | 48                  | 10                  | 6             | 4             | 0                        | 0                        | 54    | 14    |
| Ajax                | 2020–21           | 19                  | 11                  | 4             | 2             | 0                        | 0                        | 23    | 13    |
| Ajax                | 2021–22           | 31                  | 21                  | 4             | 2             | 8                        | 11                       | 43    | 34    |
| Ajax                | Total             | 50                  | 32                  | 8             | 4             | 8                        | 11                       | 66    | 47    |
| Borussia Dortmund   | 2022–23           | 19                  | 9                   | 1             | 0             | 2                        | 0                        | 22    | 9     |
| Borussia Dortmund   | Total             | 19                  | 9                   | 1             | 0             | 2                        | 0                        | 22    | 9     |
| Total na carreira   | Total na carreira | 299                 | 115                 | 33            | 18            | 20                       | 16                       | 352   | 149   |

## Títulos
Eintracht Frankfurt
- Copa da Alemanha: 2017–18

Ajax
- Eredivisie: 2020–21[21]
- KNVB Cup: 2020–21[22]

Seleção Marfinense
- Campeonato Africano das Nações: 2023

### Artilharias
- Copa KNVB de 2015–16 (5 gols)